# Edmond Doms
Edmond Marie Joseph Doms (Vlezenbeek, 25 maart 1873 - Anderlecht, 31 maart 1940) was een Belgisch socialistisch politicus voor de BWP.

## Levensloop
Doms was leraar Nederlands aan de normaalschool van Charleroi. Daarnaast was hij politiek actief als Vlaams propagandist voor de Belgische Werkliedenpartij (BWP) voor de regio rond Brussel. Dit maakte van hem een naaste medewerker van Camille Huysmans. Hij werd ook lesgever en houder van voordrachten voor de Centrale voor Arbeidersopvoeding en een van de stichters van de Centrale van het Socialistisch Onderwijzend Personeel. Onder het pseudoniem Maurits Monne werkte hij van 1898 tot 1912 mee aan De Gazet van Brussel.
Na de Eerste Wereldoorlog werd hij kabinetschef van minister van Justitie Emile Vandervelde en verhuisde van Brussel naar Leuven, waar hij tijdens het interbellum de onbetwiste leider van de socialistische organisatie werd. In 1921 werd hij verkozen tot gemeenteraadslid van Leuven, maar zijn verkiezing werd ongeldig verklaard omdat hij nog niet voldoende lang in de gemeente woonde. In 1926 werd hij opnieuw verkozen en bleef raadslid tot in 1939. In 1933 werd hij schepen in een liberaal-socialistische coalitie. Van 1935 tot 1938 trad hij op als dienstdoend burgemeester wegens de ziekte van Raoul Claes. In het Leuvense schepencollege zorgde hij ervoor dat de taalwet in bestuurszaken werd toegepast.  
In 1919 werd hij verkozen tot lid van de Kamer van volksvertegenwoordigers voor het kiesarrondissement Leuven, een mandaat dat hij vervulde tot in 1936. In het parlement was hij een overtuigd voorstander van de vernederlandsing van de Rijksuniversiteit Gent en pleitte hij voor amnestie bij activisten die uit idealisme hadden gehandeld.
Bij de verkiezingen van 1936 werd hij bij pollverrichtingen weggestemd. Men wilde verjongen en men verweet hem dictatoriaal optreden. Hij werd opgevolgd door Alfons Vranckx. Tijdens de gemeenteraadsverkiezingen van 1938 verloor de BWP nipt de verkiezingen, waarna de partij weer in de oppositie belandde. Doms werd door zijn achterban, om verschillende redenen beticht van dictatoriale allures. De afscheuring van de Sociale Partij droeg zeker bij aan een negatieve perceptie ten aanzien van de Leuvense socialisten. Doms verliet Leuven en ging in Anderlecht wonen, om er na korte tijd te overlijden.

## Publicaties
- L'Université flamande, in: Le Peuple, 26 november 1920.
- La Flamandisation de l'Université de Gand, in: Le Peuple, 27 november 1920.
- Quelles sont les objections à la flamandisation de l'Université de Gand?, inb: Le Peuple, 28 november 1920.